# Luigi Baricelli
Luigi Baricelli, all'anagrafe Luiz Fernando Pecorari Baricelli (1971), è un attore, attivista e conduttore televisivo brasiliano.

## Biografia
Di famiglia italiana, ha iniziato la sua carriera di attore nel 1991 lavorando a TV Manchete. È poi passato a Rede Globo, dove ha ottenuto un ruolo nella telenovela Deus nos Acuda, per poi sostenere la parte di Romão nella soap opera Malhação. Nella telenovela Laços de Família ha svolto un ruolo importante, mentre in A Padroeira è stato per la prima volta scelto per una parte da protagonista. Baricelli ha fatto ulteriori apparizioni in novelas di Rede Globo come Brava Gente, Sob Nossa Direção, A Diarista, A História de Rosa, Dicas de um Sedutor, Casos e Acasos e  Sítio do Picapau Amarelo. 
Nel 2003 ha svolto il ruolo di Gesù nel film Maria, la madre del figlio di Dio, dove ha lavorato nuovamente accanto a Giovanna Antonelli, già sua partner artistica alla Globo.
Nella stagione televisiva 2008-09 gli è stato assegnato un segmento di conduzione nel varietà domenicale Domingão do Faustão. All'inizio del 2009 è stato chiamato a presentare Mega da Virada e sempre nello stesso anno ha condotto Vídeo Show insieme all'amico André Marques. 
Nel 2010 si è recato alla Camera dei Deputati, a Brasilia, per presentare un progetto della ONG Portal Kids, che si occupa delle sparizioni di bambini e giovani in Brasile, sostenendo l'utilizzo della tecnologia del body mapping e del riconoscimento facciale, che consentirebbe di identificare le persone riprese dalle telecamere installate in luoghi pubblici. Baricelli porta avanti anche altre cause sociali.
Nel 2016 ha lasciato definitivamente la Globo ed è stato presentatore di Escola Para Maridos, programma registrato a Bogotà e mandato in onda da FOX, che ha portato ascolti altissimi al canale. In seguito ha condotto due reality show su Rede Bandeirantes.

## Vita privata
Dal 1992 è sposato con Andreia, la sua manager, fondatrice dell'agenzia di spettacoli LB Produções. Dal matrimonio sono nati due figli maschi, Vittorio e Vicenzo. Baricelli ha anche una figlia, Rubia, nata nel 1990 da una sua breve relazione. Vive dividendosi tra Rio de Janeiro e Orlando, in Florida. Nel 2016, a 44 anni, è diventato per la prima volta nonno.